# Issiaka Ouédraogo
Issiaka Ouédraogo (Ouagadougou, 19 agosto 1988) è un calciatore burkinabé, attaccante del Mank.